# Wiebelskirchen
Wiebelskirchen (ⓘ, im örtlichen Dialekt Wiwwelskeije, ⓘ) ist der nach der Innenstadt größte Stadtteil der Kreisstadt Neunkirchen (Saarland). Bis Ende 1973 war Wiebelskirchen eine eigenständige Gemeinde.

## Geographie

### Geologie
Die erdgeschichtliche Entwicklung des Raumes von Wiebelskirchen und dem Ostertal wurde von Karl Mathias, Studienrat am Realgymnasium Neunkirchen, 1955 grundlegend dargestellt.

Niederschlagsdiagramm

### Klima
Der Jahresniederschlag beträgt 855 Millimeter und liegt damit im oberen Drittel der von den Messstellen des Deutschen Wetterdienstes erfassten Werte. 73 % zeigen niedrigere Werte an. Der trockenste Monat ist der April; am meisten regnet es im Dezember. Im niederschlagreichsten Monat fällt ca. 1,6-mal mehr Regen, als im trockensten Monat. Die jahreszeitlichen Niederschlagschwankungen liegen im unteren Drittel. In nur 22 % aller Orte schwankt der monatliche Niederschlag weniger.

## Geschichte

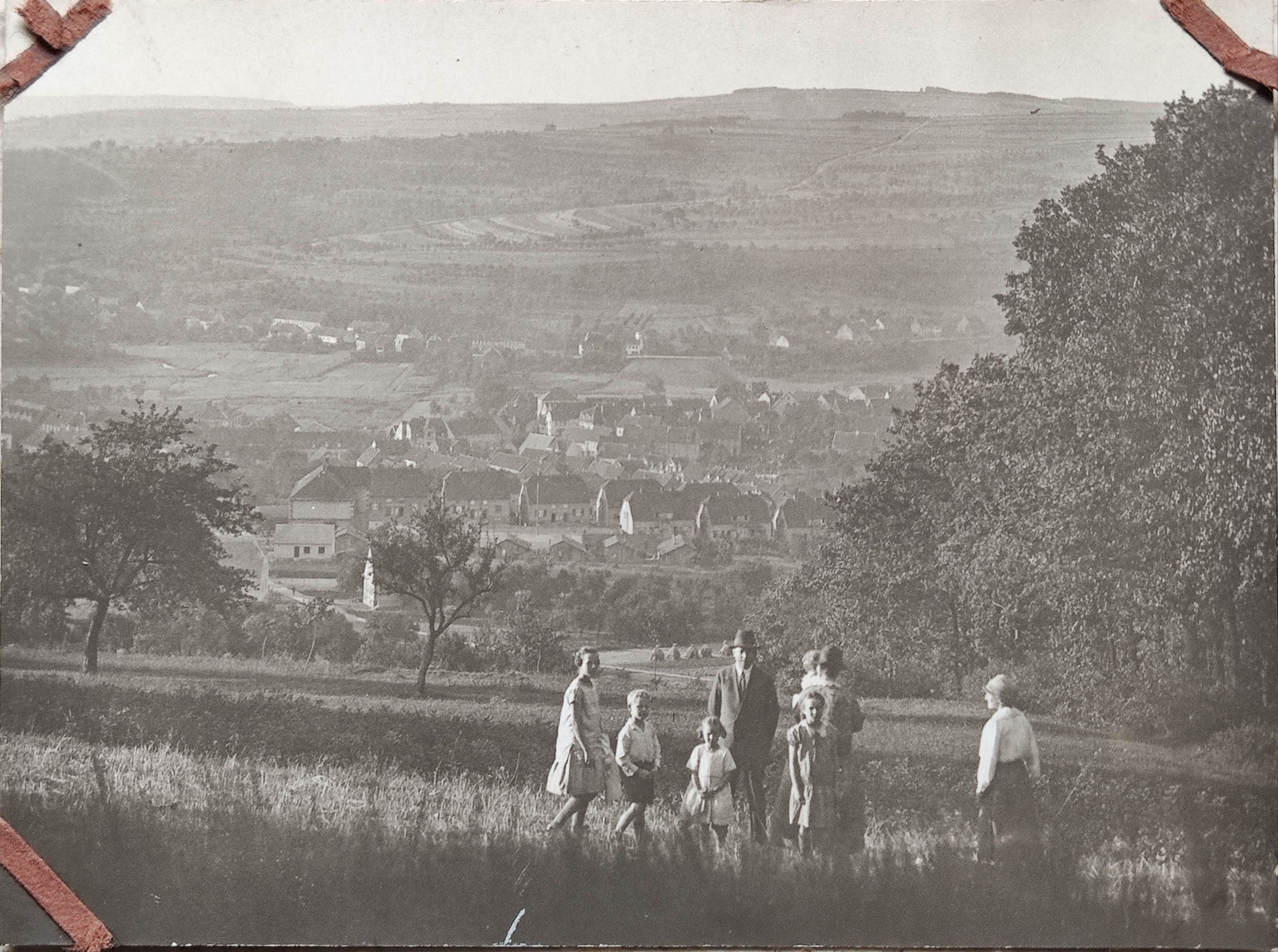
Blick auf Wiebelskirchen vom Ziehwald im August 1926

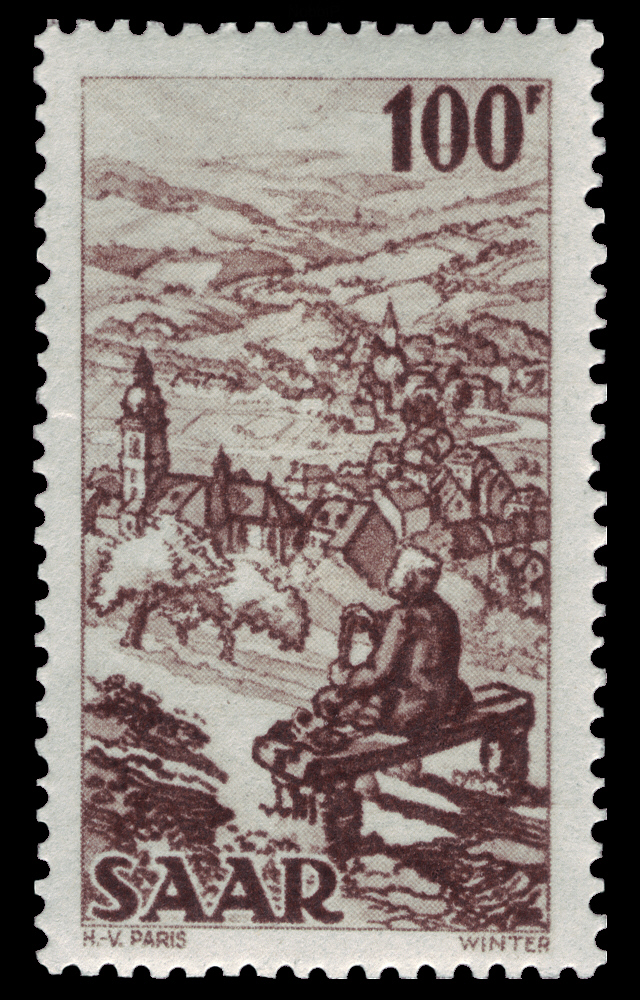
Wiebelskirchen als Briefmarkenmotiv, Saarland 1949

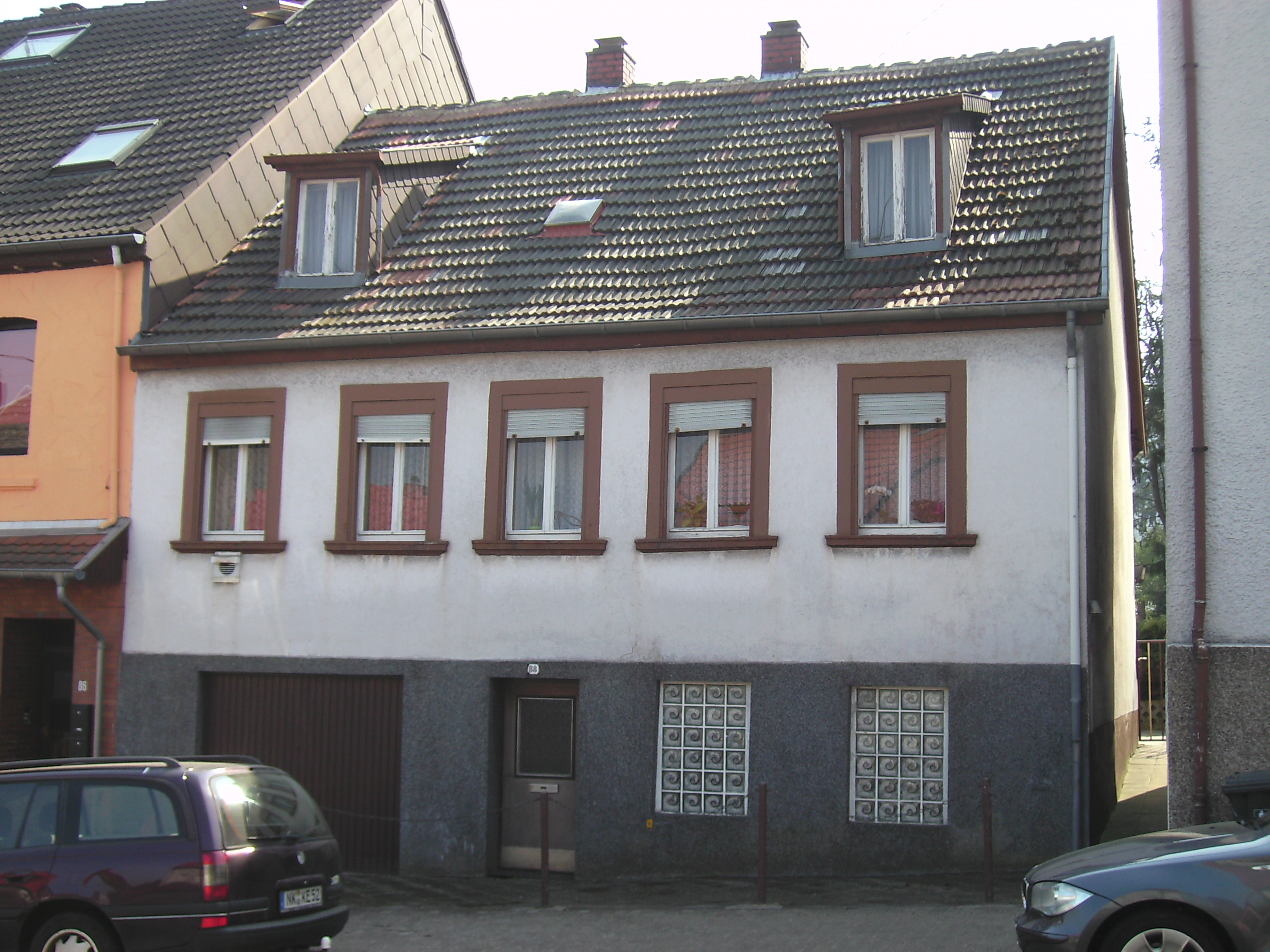
Elternhaus (nicht Geburtshaus) Erich Honeckers in der Kuchenbergstraße

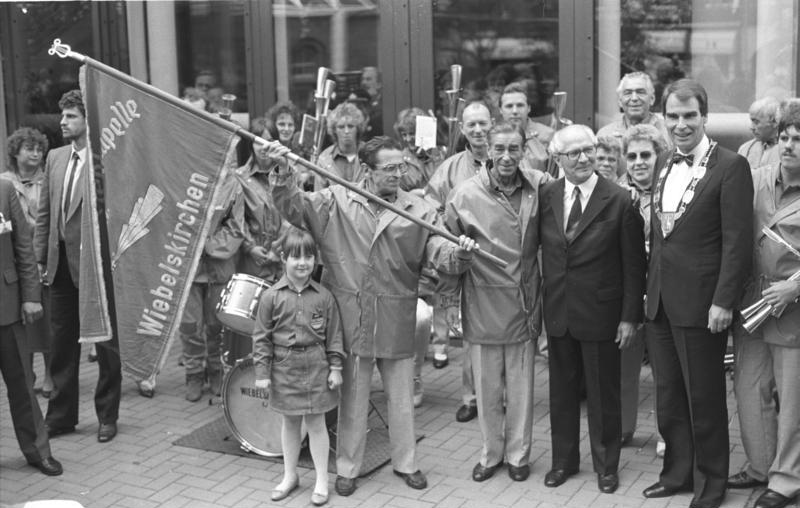
DDR-Staatsratsvorsitzender Erich Honecker und Oberbürgermeister Peter Neuber 1987 in Neunkirchen

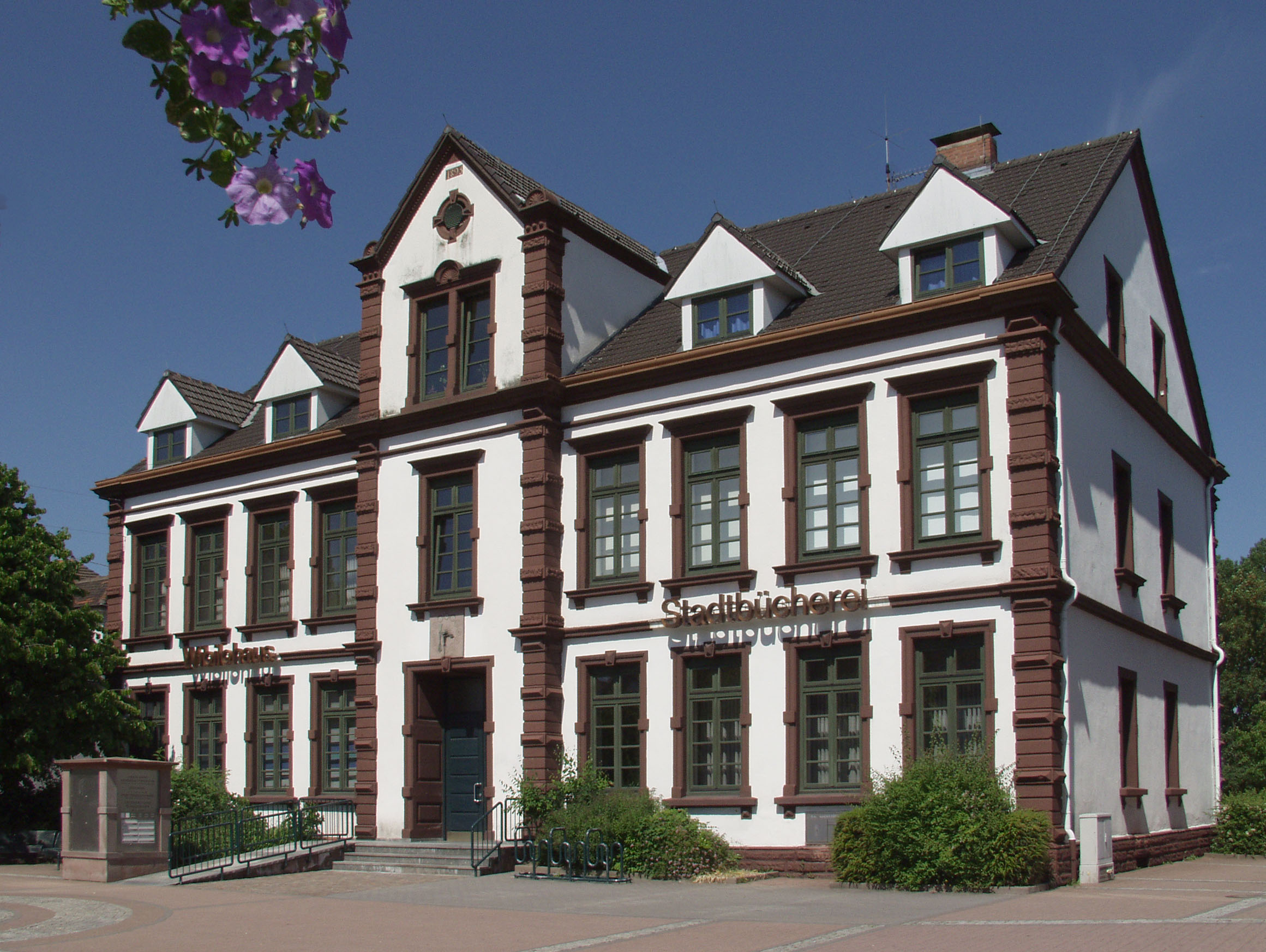
Wibilohaus

Der Ortsname, der 765 zum ersten Mal urkundlich erwähnt wird, ist die älteste nachgewiesene christliche Ortsbezeichnung im Saarland. Man nimmt an, dass ein Franke namens Wibilo hier im Frühmittelalter auf seinem Grundbesitz eine Eigenkirche errichtet hat.
Wiebelskirchen hatte womöglich seinen Ursprung dort, wo heute das Freibad ist (am Kirchberg), denn hier wurden Überreste einer Kirche, eines römischen Landhauses und sonstiger Gebäude aus der frühen Gründungszeit gefunden, die im historischen Museum des Heimat- und Kulturvereins Wiebelskirchen e. V. im Wibilohaus ausgestellt sind. Sagen zufolge hätte ein Geheimgang von der Kirche am Kirchberg bis zum Kloster Neumünster in Ottweiler geführt. Die Sage gab Anlass zu einer Grabungskampagne Anfang der 1980er Jahre. Der Geheimgang konnte allerdings nicht gefunden werden. In späterer Zeit lag das Siedlungszentrum etwa 1 km südöstlich davon an der Einmündung der Oster in die Blies. Hier wurde eine weitere Kirche errichtet, die heutige evangelische Kirche. Im Kirchenmuseum sind Teile dreier Skelette aus dem 15. Jahrhundert ausgestellt. Sie wurden bei Ausschachtungsarbeiten im Durchgang zwischen Turm und Kirche gefunden. Die katholische Gemeinde erbaute von 1914 bis 1916 eine eigene Kirche.
Während des Völkerbund-Mandats über das Saargebiet (1920–1935) bestand in Wiebelskirchen eine Domanialschule.
Zu den Schicksalsstunden in Wiebelskirchen gehören die Zerstörungen 1635 während des Dreißigjährigen Krieges und 1676 während des Holländischen Krieges. Die Hochwasser der Jahre 1930, 1993, 1995 und 2024 überfluteten die Straßen und Gebäude in den Flussauen von Oster und Blies.
Im Rahmen der saarländischen Gebiets- und Verwaltungsreform wurde die bis dahin eigenständige Gemeinde Wiebelskirchen am 1. Januar 1974 der Stadt Neunkirchen zugeordnet.

## Heute
Wiebelskirchen verfügt über drei Schulen: Die Grundschule Friedrich von Schiller, die Freiherr-vom-Stein- und die Maximilian-Kolbe-Schule.
An der katholischen Dreifaltigkeitskirche findet sich ein Kunstwerk des „Malerpastors“ Christoph März. Vor der Kirche befindet sich eine Marienstatue (sogen. „Fatima-Madonna“) in einer Kapelle, die ein Einwohner in der Erfüllung des Gelübdes, wenn Wiebelskirchen von den Bomben des Zweiten Weltkriegs verschont bleibe, würde er eine Kapelle stiften, errichtete.
In Wiebelskirchen unterscheidet man noch heute die „Seiters“ und die „Dorfler“. Die Dorfler sind diejenigen, die um die evangelische Kirche wohnen (rechts der Blies) und die Seiters diejenigen links der Blies.
Wiebelskirchen wurde 1860 an die Nahetalbahn angebunden; ein 313 m langer Eisenbahntunnel unterquert den Kirchberg.
Nachdem die Siedlungsgebiete von Neunkirchen und Wiebelskirchen aufeinander zugewachsen waren, wurden sie 1974 durch die Kommunalreform auch verwaltungsmäßig vereint. Die Banngrenze am Kuchenberg ist heute nicht mehr erkennbar.
Wiebelskirchen hat im sanierten Ortskern Fachgeschäfte und Einkaufsmärkte. Darüber hinaus verfügt es über ein solarbeheiztes Freibad, reizvoll gelegene Neubaugebiete und eine Naturlandschaft zum Erholen.

## Politik
Wiebelskirchen bildet zusammen mit Hangard und Münchwies einen Gemeindebezirk der Stadt Neunkirchen. Von 15 Sitzen im Ortsrat entfallen 9 auf die SPD und 5 auf die CDU. Die Linke stellt ein Ortsratsmitglied. Ortsvorsteher ist Tobias Wolfanger (SPD).

## Bevölkerungsentwicklung
| Jahr      | 1840 | 1880  | 1925  | 1951   | 1977   | 1988  | 2000  | 2015  | 2024  |
| --------- | ---- | ----- | ----- | ------ | ------ | ----- | ----- | ----- | ----- |
| Einwohner | 681  | 3.938 | 9.596 | 11.166 | 10.368 | 9.678 | 9.813 | 9.232 | 8.965 |

## Persönlichkeiten
Söhne und Töchter von Wiebelskirchen 
- Willi Herrmann (1897–1944), Widerstandskämpfer gegen den Nationalsozialismus
- Kurt Hoppstädter (1905–1970), Heimatforscher und Heraldiker
- Hermann Drumm (1909–1937), Sozialdemokrat und Freiwilliger im Spanischen Bürgerkrieg
- Martha Strasser, geborene Decker (1910–2002), Kommunistin und Widerstandskämpferin gegen den Nationalsozialismus
- Erich Honecker (1912–1994), Partei- und Staatschef in der DDR
- Wilhelm Burgard (1927–2000), Leichtathlet
- Gerhard Geisen (* 1941), Landes- und Kommunalpolitiker der SPD, Präsident des TuS Wiebelskirchen
- Karl Geisler (* 1944), ehemaliger Bundesligaspieler und deutscher Meister im Badminton
- Bernd Jaspert (1944–2023), Theologe und Autor
- Gerhard Theobald (* 1949), ehemaliger Schiedsrichter der Fußball-Bundesliga

 Persönlichkeiten, die im Ort gewirkt haben 
- Johann Friedrich Wilhelm Pustkuchen (1793–1834), evangelischer Geistlicher und Schriftsteller, starb in Wiebelskirchen und wurde auf dem neuen Friedhof begraben.
- Alex Deutsch (1913–2011), KZ-Überlebender, lebte bis zu seinem Tod in Wiebelskirchen